# 千田ミヤコ
千田 ミヤコ（ちだ ミヤコ、7月6日 - ）は、日本の声優、舞台女優。茨城県出身。オフィス薫所属。

## 略歴
オフィス薫附属声優養成所（第9期）卒業。

## 人物
音域はアルト～メゾソプラノ。
趣味として読書、観劇、ゲーム全般、猫の世話をそれぞれ挙げている。

## 出演

### テレビアニメ
2015年
- ルパン三世 PART IV（女性音声）

2016年
- ルパン三世 イタリアン・ゲーム（女性音声）
- ユーリ!!! on ICE（パク・ミンソ）

2020年
- ギャルと恐竜（先パイ母）
- 啄木鳥探偵處（おばさん）

2021年
- ゾンビランドサガ リベンジ（おばちゃん）
- ジャヒー様はくじけない!（おばさん、セレブ夫人、お婆さん、おばあさん、おばあちゃん）

2023年
- 便利屋斎藤さん、異世界に行く（老婆）

2024年
- 青の祓魔師 島根啓明結社篇（観光客）
- 終末トレインどこへいく?（ヌー）

2025年
- ある魔女が死ぬまで（おばあさん）

### 吹き替え

#### 映画
- アウトレイジ・ギャング（英語版）（ウェスト〈ラドン・ドラモンド〉）
- オースティンランド 恋するテーマパーク（英語版）
- 13th -憲法修正第13条-
- ザ・ギフト（ウェンディ・デール〈ミラー・フォークス（英語版）〉）
- フラワーショウ!（マリーゴールド〈ジャニー・ディ[13]）
- マッド・ウォーリアーズ 頂上決戦（英語版）（ミーシャ・クルーズ〈ジリアン・ホワイト（英語版）〉[14]）
- ミッシング・デイ（シャノン〈ラシェル・ルフェーブル[15]〉）
- モーリス※ムービープラス版

#### ドラマ
- APB ハイテク捜査網（英語版）
- NCIS: ニューオーリンズ
- GIRLS/ガールズ シーズン4
- グッド・ワイフ シーズン5
- クリミナル・マインド FBI行動分析課
- サブリナ: ダーク・アドベンチャー シーズン2（シャーリー・ジャクソン）
- SCORPION/スコーピオン
- ツタンカーメン 呪われた王家の血（英語版）
- ねじれた疑惑
- ファミリー・ストーリー 〜これみんな家族なの?～（英語版）（メイベル〈テルマ・ホプキンス（英語版）〉）
- ミスター・メルセデス（ドナ・ホッジス〈ナンシー・トラヴィス〉）
- リターンド/RETURNED（英語版）
- レバレッジ 〜詐欺師たちの流儀 シーズン5
- ロー&オーダー UK（英語版）
- ロング・ロード・ホーム（英語版）

#### アニメ
- ヨセフ物語 〜夢の力〜（ズレイカ〈ジュディス・ライト〉）

#### その他
- アメリカお宝鑑定団ポーンスターズ
- キャプティブ: 人質事件の全貌（英語版）
- 好奇心の扉『火星探査の狙いとは？』（パン・コンラッド 他）
- タイニーハウス ～大きなアメリカの極端に小さな家～（英語版）
- 名車発掘チーム CARチェイサーズ
- ストーリー・オブ・ゴッド WITH モーガン・フリーマン（英語版）

### ボイスオーバー
- BS世界のドキュメンタリー（NHK BS1）
  - 深海の科学～闇の生物に迫る～
  - 発掘アジアドキュメンタリー 代理母ビジネスを追う～インド～
  - マーガレット・サッチャー追悼　“鉄の女”のメモワール
  - ロイヤル・ベビー～英王室の子育て～
- 知られざる犯罪の裏側 シーズン6（ディスカバリーチャンネル）
- SOLD！～熱血沸騰オークション～（ヒストリーチャンネル）

### ナレーション
- カメダデンキ レールソケット（説明ビデオ）
- ピアノの富士山（CMナレーション）
- 八ヶ岳アルパカ牧場 赤ちゃん誕生物語

### 舞台
- I am a little girl
- 孔雀館 - トト 役、マリ 役
- HOTEL ZOO - エリーズ 役、パトリス 役
- 野生の女